# Clathria cratitia
Clathria cratitia är en svampdjursart som först beskrevs av Eugen Johann Christoph Esper 1794.  Clathria cratitia ingår i släktet Clathria och familjen Microcionidae. Inga underarter finns listade i Catalogue of Life.